# Ines Hock
Ines Hock (* 1960 in Wetzlar) ist eine deutsche Malerin, Zeichnerin und Installationskünstlerin.

## Leben
Ines Hock wurde in Wetzlar in Hessen geboren. Nach ihrem Abitur in Hannover studierte sie von 1979 bis 1985 an der Johannes Gutenberg-Universität Mainz Kunsterziehung sowie Biologie und Philosophie auf Lehramt und schloss dieses Studium mit dem ersten Staatsexamen ab. Während dieser Zeit erhielt sie 1983 ein einjähriges Fulbright–Stipendium für die Universität von Arizona. Von 1985 bis 1987 studierte sie an der Kunstakademie Düsseldorf und besuchte u. a Lehrveranstaltungen bei David Rabinowitch und Kaspar König.
Ihre beiden Schwerpunkte Biologie und Kunst verbinden sich in ihren Installationen Kindergarten (2009) im Staatlichen Museum Schwerin im Rahmen der Bundesgartenschau sowie in ihrer Installation Be(e) here 2015 im Rahmen der Veranstaltung Vorgebirgsparkskulptur im Kölner Vorgebirgspark, die auch 2018 im Kölner Stadtgarten zum Tag des Honigs gezeigt wurde.
Für das Werk Kindergarten entwickelte Hock im Innenhof des Museums einen temporären Garten. Vorschulkindern wurde hier spielerisch die Möglichkeit gegeben, Pflanzen im Garten kennenzulernen und sie auch zu pflegen: „Bisher ging es in der Kunstvermittlung immer um Kunstwerke im Museum. Mit einer künstlerischen Arbeit in der Natur und mit der Natur im Innenhof des Museums soll, so lautet die Idee der Künstlerin, die Welt der Kinder noch intensiver einbezogen werden. Hier, in einem begehbaren wirklichen Garten können sich museumspädagogische Arbeit und künstlerische Gestaltung miteinander verzahnen.“
Ihr Projekt Be(e) here befasst sich mit Pflanzen, die auf der Roten Liste gefährdeter Arten NRW stehen. Die Künstlerin schuf aus hochdichten Faserplatten (HDF) aus Holz rund 250 flache Objekte, die auf Drahtgestelle montiert waren, so dass sie über dem Boden schwebten. Auf jeder dieser Platten stand der lateinische Name einer gefährdeten Pflanzenart, zusätzlich waren sie in den Farben der Blüten der jeweiligen Pflanze bemalt. So entstand ein 6 × 7 Meter großes Feld aus farbigen Schildern, welche die Intention der Künstlerin anschaulich machten: „Meine künstlerische Arbeit ‚Be(e) here’ möchte auf gefährdete und geschützte Pflanzen in NRW aufmerksam machen“, erklärt die Künstlerin, sie „entsteht prozessual im Grünen und holt die vermissten Pflanzen für einen Augenblick an einen Ort der Aufmerksamkeit zurück. Bee, die Biene, von der das Pflanzenwachstum unmittelbar abhängt, ist die nächstmögliche Assoziation.“
Ines Hock ist Mitglied im Westdeutschen Künstlerbund und lebt mit ihrem Mann und Sohn in Frechen bei Köln. Seit über 25 Jahren bauen sie und ihr Mann, Peter Hochscheid, der auch Künstler ist, nach den Entwürfen der Karikaturisten Wagen für den Kölner Karneval.

## Zum künstlerischen Werk
„Ich schreibe Partituren mit Farbe“

Seit den Anfängen ihres künstlerischen Schaffens konzentriert sich Ines Hock darauf, die Wirkung von Farben zu erforschen. Zunächst thematisierte sie in monochromen Bildern jeweils nur eine Farbe. In einer Art Tagebuch hielt sie die jeweils verwendete Farbe und das Datum fest. Ines Hock arbeitet seriell, das bedeutet, dass immer mehrere Bilder einer Reihe entstehen, die eine ähnliche Thematik haben.
Neben Zeichnungen, Aquarellen und Werken in Acryl nutzt Ines Hock auch Ölfarben für ihre Arbeiten. Um die Ölfarben für ihr Interesse an der Lichtwirkung von Farbe verwenden zu können, verdünnt Ines Hock sie stark mit Leinöl, so dass sie sehr flüssig werden und beim Auftragen der Farbe der weiße Hintergrund der Leinwand durchschimmert. Gleichzeitig glänzen diese Bilder durch die Zugabe des Leinöls stark und spiegeln die Umgebung. Der Betrachter kann, wenn er direkt vor dem Bild steht, sich selbst darin gespiegelt sehen und wird so ein Teil der Inszenierung des Werkes: „Im Glanz ereignet sich etwas, das zum Bild gehört und gleichzeitig das Bild in einen neuen Kontext überführt: In seiner Ambivalenz fungiert er (es) als Schnittstelle zwischen Innen und Außen.“ Das Werk bezieht also den Betrachter mit ein; das Gemälde wirkt nicht nur auf den Raum ein und verändert ihn, auch der Betrachter ist Teil dieser immateriell wirkenden Schwingung und kann sie sinnlich erfahren: „Es sind räumliche Zusammenhänge, ihr Erleben und ihre sinnliche Erfahrung, die Ines Hock beschäftigen.“
Mitte der neunziger Jahre beginnt die Künstlerin mit lasierenden Farbaufträgen zu arbeiten. An die Stelle der einfarbigen Bilder, die aus bis zu zwanzig einzelnen Farbschichten bestanden, treten nun Werke, in denen die Künstlerin nur noch wenige Farbschichten nutzt, die nass in nass aufgetragen werden und hauchdünn sind. Sie interessiert sich nun vor allem für die Wirkung unterschiedlicher Farbwerte und Farbkontraste in einem Bild. Die Lichtwirkung der Gemälde tritt jetzt deutlich hervor und die Monochromie wird zugunsten von Farbsummenbildern aufgehoben. Die changierenden Farbverläufe, bei denen der weiße Hintergrund auch immer deutlich sichtbar ist, scheinen auf der Leinwand zu schweben.
In den großen, hochformatigen Aquarellen, die seit 2012 entstehen, zeigt sich eine Arbeitsweise, die wegführt von dünnen, einzeln nebeneinandergesetzten Pinselstrichen hin zu Farbfeldern einzelner Farben, die sie in rechteckigen Blöcken wie Backsteine im Gemälde anordnet. Getrennt werden sie durch kurze vertikale Linien. Bei der Positionierung dieser Farbfelder im Bild nutzt Ines Hock ihre Kenntnisse der Farbkontraste und additiver Farbmischungen, um sie zueinander in Bezug zu setzen. Keine Farbe ist zufällig an ihrem Platz. Die horizontale Ausrichtung des Werkes bewirkt beim Betrachter ein Gefühl von Ruhe, während die vertikalen Linien wie aktivierende Taktzeichen wirken: „Die Grundeinheit ist der Pinselstrich, er füllt den Raum wie ein Text das Schriftstück. Der Rhythmus des Pinsels gliedert den Raum, Bewegung suggerierend.“ (Ines Hock)
Je nach Art der verwendeten Leinwand, dem mehr oder minder flüssigen Farbauftrag, der Sichtbarkeit des weißen Hintergrundes und durch unterschiedliche Deckgrade der jeweils verwendeten Farben entstehen so Werke, die auf der unterschiedlichen Nutzung der Helligkeitswerte der Farben und auf deren Nuancierungen basieren: „Der Effekt des Leuchtens ist allein mit der sinnlichen Qualität des Lichtes vergleichbar und entsteht, wie immer bei Ines Hock, einzig aus und durch autonom begriffene Farbe.“

## Zu den Installationen und Farbraumarbeiten
Die Farbwelt der Tafelbilder in den dreidimensionalen architektonischen Raum zu übertragen, stellt Ines Hock vor vielfältige Herausforderungen. Nicht nur, dass Wände auf einen Farbauftrag anders reagieren als Leinwand oder Papier, auch die Dimensionen der Räume erfordern andere Arbeitsweisen als bisher. Für die Farbraumarbeit in der Moltkerei Werkstatt Köln 1996 betrug die zu bearbeitende Deckenfläche 78,5 m². Für die Inszenierung im Clemens Sels Museum in Neuss bearbeitete die Künstlerin mit ihren Farbbändern Flächen von 150 × 132 cm und 106 × 132 cm. Im Kunsthaus Wiesbaden schuf Ines Hock eine 4,5 × 9 Meter große Wandarbeit.
Auch erfasst die Künstlerin die Architektur des jeweiligen Raumes gründlich, bevor sie ein Konzept erstellt. Die massive Betonbauweise des Clemens Sels Museums mit ihrem indirekten Lichteinfall, die dem Eingangsbereich „ein höhlenartiges Gepräge“ gibt, erfordert eine andere Herangehensweise als z. B. die Architektur des Wiesbadener Kunsthauses, das sehr gute Lichtverhältnisse durch eine dichte Reihe großer Fenster besitzt. Ines Hock recherchiert all diese Aspekte und bezieht dann ihre jeweilige Farbraumarbeit direkt auf diesen spezifischen Ort und seine Gegebenheiten. Sie erstellt Fotos und Filme der Räumlichkeiten und erprobt ihre Konzeption in Papierarbeiten und Modellbauten.
Viele ihrer Arbeiten vor Ort müssen auf einem Gerüst arbeitend verwirklicht werden. In der Moltkerei Werkstatt z. B. griff sie die Farben des alten Holzbodens des Raumes auf und spiegelte sie an der Decke. Zunächst zeichnete sie mit Bleistift die Bahnen an die Decke, die dieselbe Ausrichtung und Breite wie die Holzbohlen am Boden hatten. Dann arbeitete sie in zwei lasierenden Malschichten die Farbe des Fußbodens nach, indem sie Dunkelbraun, Dunkelblau, Gelb, Ocker und Lachsorange in fließenden Pinselbewegungen an der Decke anbrachte: „Der verwaschene, eng mit dem Material (Holz) verknüpfte Farbeindruck hier wird aufgehoben in der prismatisch aufgefächerten, klaren und heiteren Farberscheinung dort.“ Auch für die Farbraumarbeit im Kunsthaus Wiesbaden war ein Gerüst nötig, um die Räume farbig gestalten zu können. Um die Ölfarbe aufzutragen, arbeitete sie mit einem 25 Zentimeter breiten Pinsel.
Für das Clemens Sels Museum schuf die Künstlerin zwölf Objekte, die sich als horizontales Farbband über vier Wände zogen und den vorhandenen architektonischen Raum dadurch für den Betrachter neu erlebbar machten. Dem höhlenartigen Eindruck des Raums arbeitete die Künstlerin durch die Verwendung von zarten und luzide wirkende Farben entgegen, so dass sich die sperrige Architektur als leichter und heller darstellte. Gisela Götte, die Leiterin des Clemens Sels Museums, beschreibt die Wirkung so:  „Mit dieser Farbgestaltung des Raumes erhält die Körperhaftigkeit und Schwere der Betonarchitektur eine ungewohnte Leichtigkeit, ohne jedoch ihren Eigencharakter zu verlieren. […] Die Farben werden zu gemaltem Licht. Sie geben dem Raum eine neue Deutung. Das inszenierte Farbspiel von Licht und Schatten wird zu einem visuellen Erlebnis, welches subjektive Stimmungen evoziert.“

## Arbeiten
- 1996: Ohne Titel, (Farbraumarbeit),[20] Moltkerei Werkstatt, Köln
- 1998: Edith-Stein-Haus, (Farbraumarbeit),[21] Edith–Stein–Haus der Abtei Michaelsberg, Siegburg
- 1998: KölnKunst 4,[22] (Farbraumarbeit) in der Josef Haubrich Kunsthalle, Köln
- 2007: Lyrismen des Lichts (Farbraumarbeit),[23] Clemens Sels Museum, Neuss
- 2007: Die schöne Seite (Farbraumarbeit),[24] Kunsthaus Wiesbaden, Wiesbaden
- 2009: Kindergarten-Projekt (Installation) im Rahmen der Ausstellung Vom Blumenbild zum digitalen Garten,[25] Staatliches Museum Schwerin, Schwerin
- 2009/2010: A thousand splendid colours (Installation),[3] Commerzbank Tower, Frankfurt am Main
- 2012: Die Schönheit der Sehnsucht (Farbraumarbeit),[3] Schloss Benrath, Düsseldorf
- 2015: Colorlinecuts, (Farbraumarbeit)[26] Galerie Januar e.V.(Kunstverein), Bochum
- 2015: Be(e) here, (Installation),[27] Vorgebirgspark Köln, Köln
- 2016: Trans–Chroma (Farbraumarbeit),[28] Universitätsklinikum Regensburg, Regensburg
- 2018: Be(e) here (Installation),[29] Stadtgarten (Köln), Köln
- 2022: Be(e) here (Installation) im Rahmen der Ausstellungsreihe „Artenvielfalt“,[30] Museum Wilhelm Morgner, Sammlung Schroth
- 2024: Be(e) here (Installation) im Rahmen der Gruppenausstellung Katzenwäsche,[31] Galerie Global 3000, Berlin
- 2024: Interferenzen,[32] Galerie Kiosk 24, Herford

## Ausstellungen

### Einzelausstellungen (Auswahl)
- 2005: Sehstücke, Kunstverein Heidelberg und im Museum am Ostwall, Dortmund
- 2005: Farbe Pur,[33] Museum St. Wendel
- 2010: Von Figuren und Farben,[34][35] (zwei Einzelausstellungen, Ines Hock und Inge Schmidt), Kunst aus NRW, Aachen
- 2014: Line to Line,[36] Städtische Galerie Villa Zanders, Bergisch Gladbach
- 2022: Be(e) here, Installation und weitere Arbeiten im Rahmen der Ausstellungsreihe „Artenvielfalt“,[37] Museum Wilhelm Morgner, Sammlung Schroth
- 2023: Farb Kontinuum – Malerei im Raum, auf Papier und Leinwand,[38] Stadtmuseum Beckum, Beckum
- 2023: Ines Hock. Farbkontinuum – color by color. Malerei, Stadtmuseum Siegburg[39]

### Ausstellungsbeteiligungen (Auswahl)
- 1991: Farbe – gemalte Farbe,[40] Brühler Kunstverein, Brühl
- 1996: Jetzt – Positionen zur zeitgenössischen Kunst,[41] Museum am Ostwall, Dortmund
- 1996: Über die Farbe, Diözesanmuseum Köln, Köln
- 2000: Die Farbe hat mich. Farbzeit: Identität und Ambivalenz,[42] Verein für aktuelle Kunst/Ruhrgebiet e. V., Oberhausen
- 2004: Farbe als Farbe,[43] Osthaus Museum Hagen (20. April bis 30. Mai 2004), Hagen und Museum Ostwall (29. August bis 17. Oktober 2004), Dortmund
- 2011: Farbe Raum Konzept – Malerei,[44] Galerie Schütte, Essen
- 2014: Flagge zeigen,[45]  Radevormwald
- 2014: Sie und Ihre Ausstellungen,[46] Kunsthaus Nordrhein-Westfalen Kornelimünster, Aachen
- 2014: Die Große Düsseldorfer Kunstausstellung,[47] Düsseldorf
- 2018: Lichtecht, Baltic Bridges, Balta Galerie, International Watercolour Biennial, Kaunas (Litauen)
- 2018: Für eine lebendige Kultur: 30 Jahre Werner Richard – Dr. Carl Dörken Stiftung,[48] Werner Richard – Dr. Carl Dörken Stiftung, Herdecke
- 2018: Köln plus: Farbmalereipositionen,[49] Verein für Aktuelle Kunst/Ruhrgebiet e. V. Oberhausen
- 2019: Papier – Farbe – Malerei,[50] Verein für aktuelle Kunst/Ruhrgebiet e.V., Oberhausen
- 2019: Westdeutscher Künstlerbund: Lichtecht,[51] Werner Richard – Dr. Carl Dörken Stiftung, Herdecke
- 2020: Fabula, International Watercolor Biennial, Baltic Bridges, Kaunas (Litauen)
- 2021: Große Kunstausstellung NRW Düsseldorf[52]
- 2024: Das kleine Format,[53] (Im Rahmen der Großen Kunstausstellung NRW Düsseldorf)
- 2024: Zwischen Linie und Farbe,[54] XLON-Museum, Schwetzingen